# Prunus jenkinsii
Prunus jenkinsii är en rosväxtart som beskrevs av Joseph Dalton Hooker. Prunus jenkinsii ingår i släktet prunusar, och familjen rosväxter. Inga underarter finns listade i Catalogue of Life.